# Роверето (станция метро)
«Ровере́то» (итал. Rovereto) — станция линии M1 Миланского метрополитена. Подземная станция, располагается под бульваром Монца (viale Monza) вблизи его пересечения с улицей Роверето (via Rovereto) — выходы только на бульвар Монца на севере Милана.

## История
Станция была открыта в составе первой очереди линии M1 (от станции Сесто Марелли до станции Лотто) 1 ноября 1964 года.

## Особенности
Устройство станции «Турро» подобно устройству всех станций первой линии: подземное расположение с двумя путями — по одному для каждого направления и двумя боковыми платформами. Над станционным залом находится мезонин, в котором расположены входные турникеты и будка для сотрудников станции.
Станция находится на расстоянии 578 метров от станции «Пастер» и 579 от станции «Турро».

## Оснащение
Оснащение станции:
- Аппараты для продажи билетов
- Бар
- Газетный киоск
- Одёжный магазин